# 松平忠光
松平 忠光（まつだいら ただみつ）は、江戸時代初期の戸田松平家の世嗣。

## 生涯
松平康長の次男として武蔵国東方城にて誕生した。
慶長17年（1612年）、徳川秀忠に初御目見して元服・叙任。備前国一文字の刀と「忠」の偏諱を授かり、松平忠長と称す。のちに忠光と改める。大坂の陣には父と共に、今福の戦いや天王寺口の合戦に参戦した。元和5年（1619年）に異母兄の永兼が没したため、嫡子となる。
元和9年（1623年）に3代将軍・徳川家光の上洛に従い、参内の守衛となる。寛永3年（1626年）、再び家光上洛に随行し、後水尾天皇の二条城御幸の守衛に当たる。
父・康長は松本藩領安曇郡大町組、池田組、松川組の計1万5000石を忠光に分知させ、支藩として立藩させる計画で、元和5年、千国街道池田宿に若松城の築城が起工されたが、家督を相続することなく寛永6年（1629年）に早世したため沙汰止みとなった。享年32。代わって異母弟の庸直が嫡子となり、康長の跡を継いだ。庸直が早世すると、忠光の遺児の光重がその跡を継ぎ、戸田松平家は以後、光重の血筋で続いた。

## 系譜
- 父：松平康長（1562年 - 1633年）
- 母：稲村氏
- 正室：実相院（? - 1629年） - 辰姫、蜂須賀家政の四女
  - 女子：二の丸殿 - 松平庸直の養女、前田利意正室、離縁後に二の丸殿と呼ばれる
- 室：菅谷氏
  - 長男：松平光重（1622年 - 1668年）